# Pomračenje sunca (album)
Pomračenje sunca četrnaesti je album Lepe Brene. Izdan je 6. svibnja 2000. preko izdavačke kuće Grand Production.
Ovo je njezin posljednji od dvanaest albuma sa Slatkim grehom.

## Popis pjesama
| Br. | Skladba                   | Trajanje |
| --- | ------------------------- | -------- |
| 1.  | »Pomračenje sunca«        | 3:19     |
| 2.  | »Meni je teško, najteže«  | 3:56     |
| 3.  | »Kolovođa«                | 2:59     |
| 4.  | »Crna kafa«               | 3:15     |
| 5.  | »Zaboravljena žena«       | 4:04     |
| 6.  | »Gde si ti«               | 3:27     |
| 7.  | »Ti me podsećaš na sreću« | 3:27     |
| 8.  | »Ali Baba«                | 3:37     |
| 9.  | »Voleo ne voleo«          | 3:21     |
| 10. | »Lepa Brena«              | 2:50     |

| 1.  | »Hajde da se volimo«      | 3:11 |
| 2.  | »Golube«                  | 3:18 |
| 3.  | »Čik pogodi«              | 3:20 |
| 4.  | »Zaželi sreću drugima«    | 4:04 |
| 5.  | »Ja pripadam samo tebi«   | 3:00 |
| 6.  | »Evo zima će«             | 3:07 |
| 7.  | »On ne voli me«           | 3:37 |
| 8.  | »Četiri godine«           | 4:42 |
| 9.  | »Imam pesmu da vam pevam« | 3:30 |
| 10. | »Biseru beli«             | 3:19 |

## Izdanja
| Regija         | Datum              | Format(i)  | Izdavač          | Ref.  |
| -------------- | ------------------ | ---------- | ---------------- | ----- |
| SR Jugoslavija | 6. listopada 2000. | CD, kaseta | Grand Production | [ 1 ] |